# سیدالسادات (بنا)
بنای سیدالسادات که در شهر گلپایگان و در تقاطع خیابان مسجد جامع که در سال ۱۳۵۴ هجری شمسی احداث شده و خیابان سیدالسادات قرار دارد. این بنا مربوط به قرن هشتم هجری است.

## مشخصات
بنای سیدالسادات دارای یک ایوان و غرفه و گلدسته و همچنین دارای گنبدی به ارتفاع ۹ متر است.